# Петар Мандић (академик)
Петар Мандић (Влахоље, 12. јул 1928 — Београд, 26. јун 1999) био је српски педагог, универзитетски професор, редовни члан и предсједник Академије науке и умјетности Републике Српске, као и редовни члан Академије наука и умјетности Босне и Херцеговине. Умро је 1999. године.

## Биографија
Основну школу похађао је у Калиновику, нижу гимназију у Фочи, а учитељску школу у Сарајеву. Студије педагогије завршио је на Филозофском факултету у Београду. На истом факултету одбранио је докторат из педагошких наука на тему "Морални самонадзор као проблем моралног васпитања школске младежи" (1961).
На Филозофском факултету у Сарајеву радио је од 1958. године као асистент, доцент, ванредни и редовни професор на предметима Педагогија и Методологија педагогије. Специјализацију из области васпитања завршио је у Великој Британији. Био је гостујући професор на универзитетима у Америци. Држао је предавања на институтима за педагогију у Лондону, Прагу, Кијеву и Роштоку.
Обављао је функције предсједника Савеза педагошких друштава Југославије и предсједника Друштва педагога Босне и Херцеговине. Био је шеф Одсјека за педагогију и психологију и Филозофског факултета у Сарајеву. Вршио је и дужност предсједника Педагошког савјета Босне и Херцеговине, а био је и делегат Југославије у Комитету за образовање ОЕЦД-а у Паризу.
За велики допринос развоју педагошке науке биран је 1981. године за дописног, а од 1990. године за редовног члана и генералног секретара Академије наука и умјетности Босне и Херцеговине, а 1996. године за редовног члана и предсједника Академије наука и умјетности Републике Српске. На сједници Оснивачке скупштине Академије наука и умјетности Републике Српске 11. октобра 1996. године изабран је за првог предсједника и ту је функцију обављао до краја живота. Као предсједник Академије залагао се за развој науке и умјетности као универзалних вриједности, његовање и унапређивање културе и духовности свога народа. За члана Међународне академије наука са сједиштем у Москви изабран је 1998. године.
Био је ментор за израду 27 магистарских радова и 20 докторских теза. Вршио је дужност главног и одговорног уредника часописа "Наша школа" и часописа "Педагогија".
Петар Мандић стварао је у различитим областима педагошке, психолошке и других граничних наука. Писао је радове интердисциплинарним и мултидисциплинарним приступом. Највећи број његових књига и радова су из области дидактике, школске педагогије, опште педагогије, информатичке педагогије, методике васпитног рада, педагошке психологије и андрагогије.
Академик Петар Мандић умро је 26. јуна 1999. године.
Петар Мандић објавио је 31 књигу, 236 изворних научних (сту-ди¬је и расправе) и стручних радова, те 24 приказа, оцена и предговора. Један број радова (14) преведен је на енглески, чешки, словачки, њемачки, грчки, албански, словеначки и руски језик. Наводимо само најзначајније радове: Морални самонадзор као проблем моралног васпитања школске младежи, Београд, 1951; Сексуално васпитање омладине, Сарајево, 1965; Сарадња породице и школе (три издања), Сарајево, 1968; Иновације у настави (че-тири издања), Сарајево, 1972; Програмирање школе (два издања), Сарајево, 1976; Вредновање рада школе, Сарајево, 1980; Хуманизација односа у школи, Сарајево, 1980; Савјетодавни васпитни рад, Сарајево, 1986; Образовање за XXI стољеће, Свјетлост, Сарајево, 1989; Човјек – свједочење о величини и паду, Београд, 1995; Индивидуална комплексност и образовање, Београд, 1995; Образовна информациона технологија (два издања), Београд, 1996; Методологија научног рада, АНУРС, Бањалука, 2004; Emige Probleme der Sexulerzichungin Jugoslawien, Wisenschafliche Zeizehrif der Univerzitet Rostook, X, 8/9, 18/1969; Sex Education, University of Pittsburgh, 1970; Inovacije pri puku, Državna založba, Ljubljana, 1983.
Имао је три сина: Данимира, Бранимира и Зорана.